# Державний музей єгипетського мистецтва (Мюнхен)
Державний музей єгипетського мистецтва (нім. Staatliche Museum Ägyptischer Kunst) у Мюнхені поруч з зібраннями Берліна (Єгипетський музей і зібрання папірусів) та Гільдесгайму (Музей Рьомера-Пеліцеуса) належить до найбільш значущих музеїв Стародавнього Єгипту в Німеччині. В музеї демонструються експонати з усіх епох від Стародавнього Єгипту до коптського (християнського) часу, а також окремі зразки мистецтва прикордонних до Єгипту культур Нубії, Ассирії та Вавилонії.
Музей разом зі «Інститутом телебачення та кіно у Кунстареалі Мюнхену» (нім. Hochschule für Fernsehen und Film im Kunstareal München) знаходиться у будівлі, створеній архітектором Петером Бьомом.
Власником є земля Баварія.

## Історія
Зібрання завдячує в першу чергу різним баварським правителям, які цікавилися єгиптикою, серед яких герцог Альбрехт V (колекція з другої половини XVI ст.), курфюрст Карл Теодор (колекція спочатку зберігалася у Маннгаймі, а з 1808 у — королівському Антикваріумі в Мюнхені) та король Людвиг I (колекція спочатку зберігалася у «Єгипетському залі»  Гліптотеки). Королівська Баварська академія наук у XIX ст. придбала додаткові предмети мистецтва. Приватні меценати та спонсори зробили свій внесок на початку XX ст. Сьогодні колекція поповнюється за кошт земельного бюджету Баварії, через фонди та "Коло друзів Єгипетського музею в Мюнхені (нім. Freundeskreis des Ägyptischen Museums München e.V.), засноване 1976 р.
У минулому показано більше 50 тимчасових виставок.
З 11 червня 2013 року музей розташований у новій будівлі навпроти Старої пінакотеки. 

## Виставковий простір та будівля музею

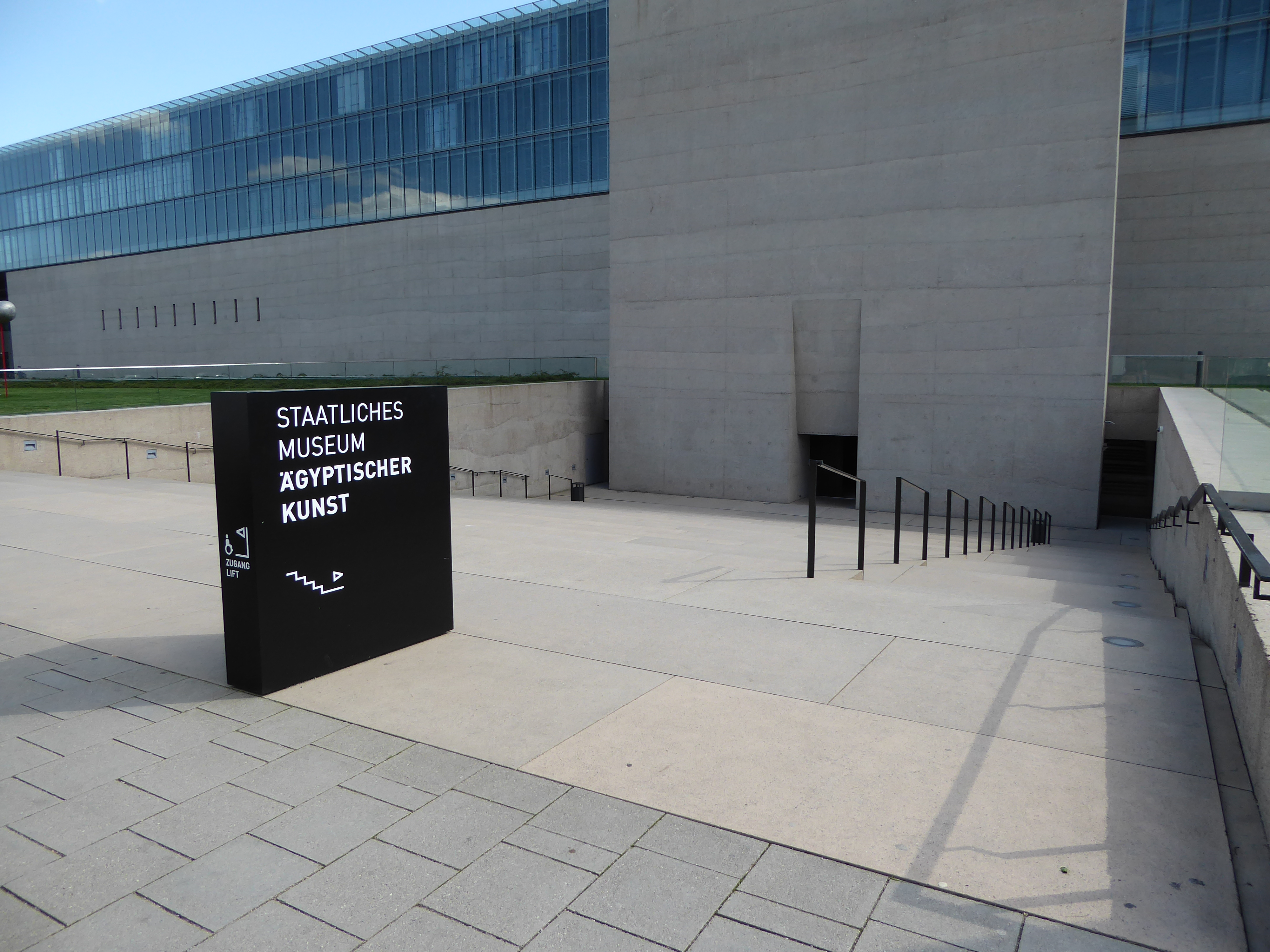
Вхідна група

З міркувань консервації предметів, приміщення, спеціально побудовані для музею, знаходяться у підвальному приміщенні. До входу дістатися можна широкими сходами, які ведуть вниз до стіни з фактурного (облицювального) бетону. Вся будівля створена з фактурного бетону та скла, окремі елементи — з алюмінію. З лобі відходять приміщення для двох студій і зали для глядачів, а також звичайних об'єктів, таких як гардероб і музейний магазин. До самого зібрання шлях веде по ще одному довгому пандусу вниз.
Виставка розділена на дві основні зони. В першій можна отримати уявлення про різноманітні художні вирази та прийоми єгипетської скульптури. Тут вони розташовані не хронологічно, а за схожістю форм. Цей прості має також світовий двір, через який на виставку потрапляє денне світло та закінчується обеліском Тіта Секстія Африкана. Обеліск має висоту 5,8 метрів; його середня частина походить з 50 р.н. е., а решта додана пізніше та неодноразово реставрувалась.
Переходом до тематичної частини зібрання слугує галерея, в якій представлений розвиток єгипетського мистецтва протягом 5000 років. Наступні, значно менші за розміром зали показують поєднані за темою експонати, наприклад вірування, релігія, писемність та текст або прикладне мистецтво. Завершується ця череда залів мистецтвом сусідніх регіонів, Нубії та Стародавнього Сходу. Додаткова зала використовується для тимчасових виставок.
Експонати підписані основними даними, в кожній залі є вступний текст, написаний прямо на бетонній стіні при вході. В центральних місцях виставки є мультимедійні центри з великою «тачскрін»-поверхнею, які надають інформацію про зв'язок експонатів між собою, додаткову інформацію про експонати або тему зали та частково дають збільшені фото предметів. Ці предмети можуть бути з зібрання самого музею, або предметами з інших відомих музеїв, наприклад Єгипетського музею в Берліні. У лобі можна взяти у користування переносний мультимедіа-гід, який надасть інформацію про бл. 200 експонатів.

## Вибрані експонати

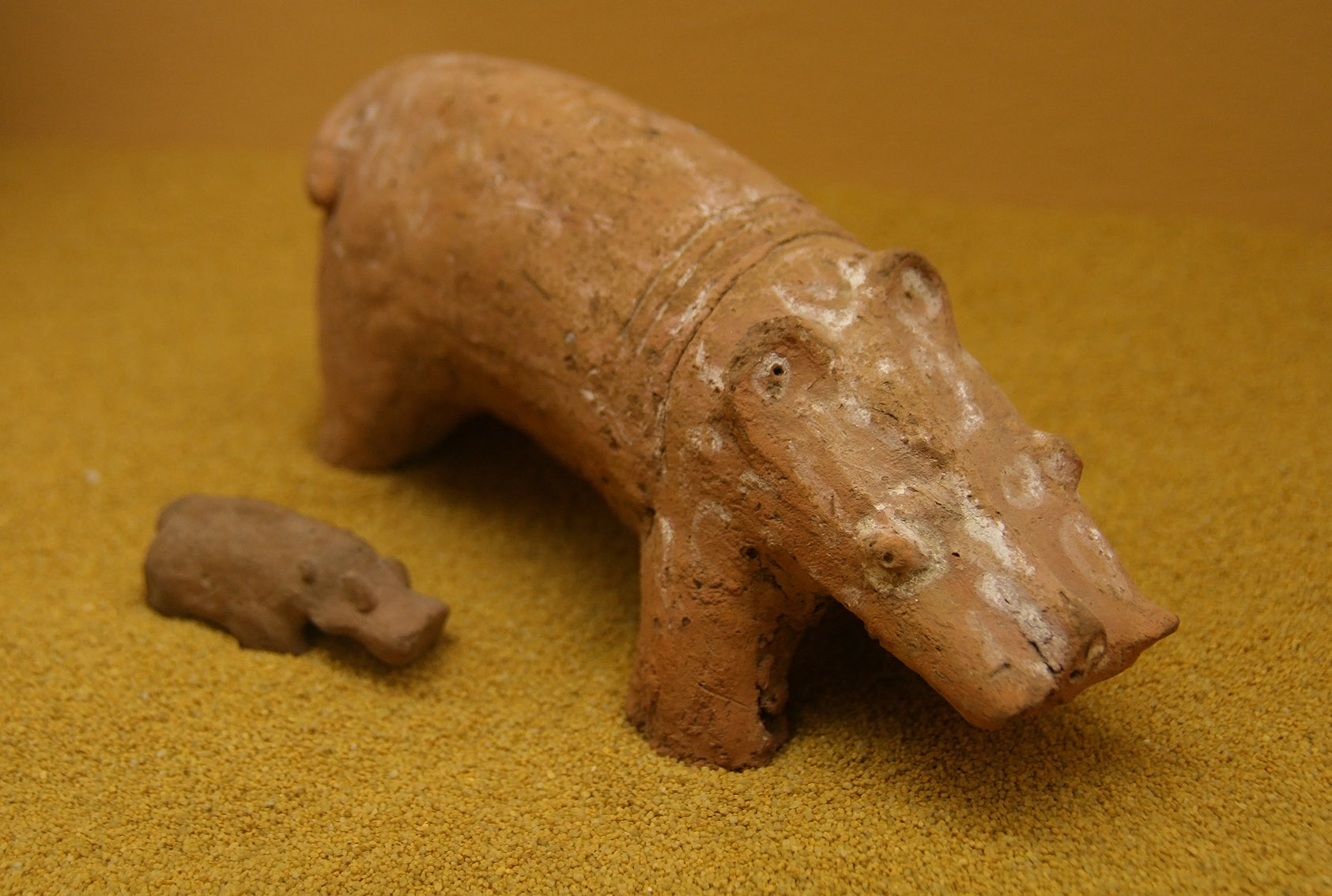
Бегемоти з додинастичної епохи (бл. 3200 до н. е.)

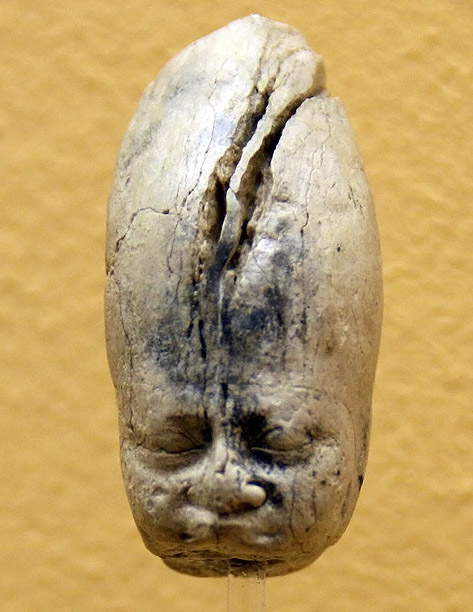
Ймовірно Хеопс (бл. 2600 до н. е.)

- Додинастичний Єгипет та Раннє царство

знахідки в Міншат Абу Омар;
- Стародавнє царство бл. 2707–2216 до н. е.

подвійна статуя фараона Ніусерра (V династія) як молодого та старого чоловіка, голова ймовірно Хеопса, гранітна скульптура родини з Дерсенет, фальш-двері з поховання Менеса
- Перший перехідний період

Воскова фігура Ушебті 
- Середнє царство бл. 2010–1793 до н. е.

численні зображення фараона Аменемхета III, культове зображення бога-крокодила Собека, фаянсовий гіпопотам зі стилізованими водними рослинами, фігура Сенурсета III як сфінкса, статуя високопосадовця
- Другий перехідний період

посмертна маска правительки Сат-д'єхуті (Sat-djehutj)
- Нове царство бл. 1532–1070 до н. е.

зображення фараонів Рамсеса II, Тутмоса III, Ехнатона та Хатшепсут, голова лева з вапняку, голова Аменхотепа II у вигляді сфінкса, колінна скульптура Сенмута, золота статуя Тії, кістяна статуя Бекенхона, скляний келих з написом Тутмоса III (найстарша скляний посуд світу, точно датований; 1450 р. до н. е.).
- Третій перехідний період

труни мумій
- Пізнє царство: скульптури Пізнього царства, верхня частина статуї жерця Перської імперії (бл. 500 р. до н. е.), скульптури епохи Птолемеїів та римської епохи, серед них бронзова група Осіріса, торс статуї (бл. 350 р. до н. е.), гранітна голова правителя Седевкідів, золотий скарб правительки Амані-шахето, торс статуї Антиноя з римської епохи
- Коптське та нубійське мистецтво

розписана кераміка, скло, тканини
- Ассирійське мистецтво

після порятунку з розбомбленого Ассирійського залу Гліптотеки в цьому музеї перебувають ассирійські рельєфи, наприклад ортостатичні рельєфи з палацу Ашшур-назір-апала II з Німруда (придбані Людвигом I у Лондоні)
- Вавилонське мистецтво

«Лев, що йде» з глазурованого кахелю з Іштарських воріт Вавилону (бл. 570 р. до н. е.), подарунок Музею Передньої Азії в Берліні

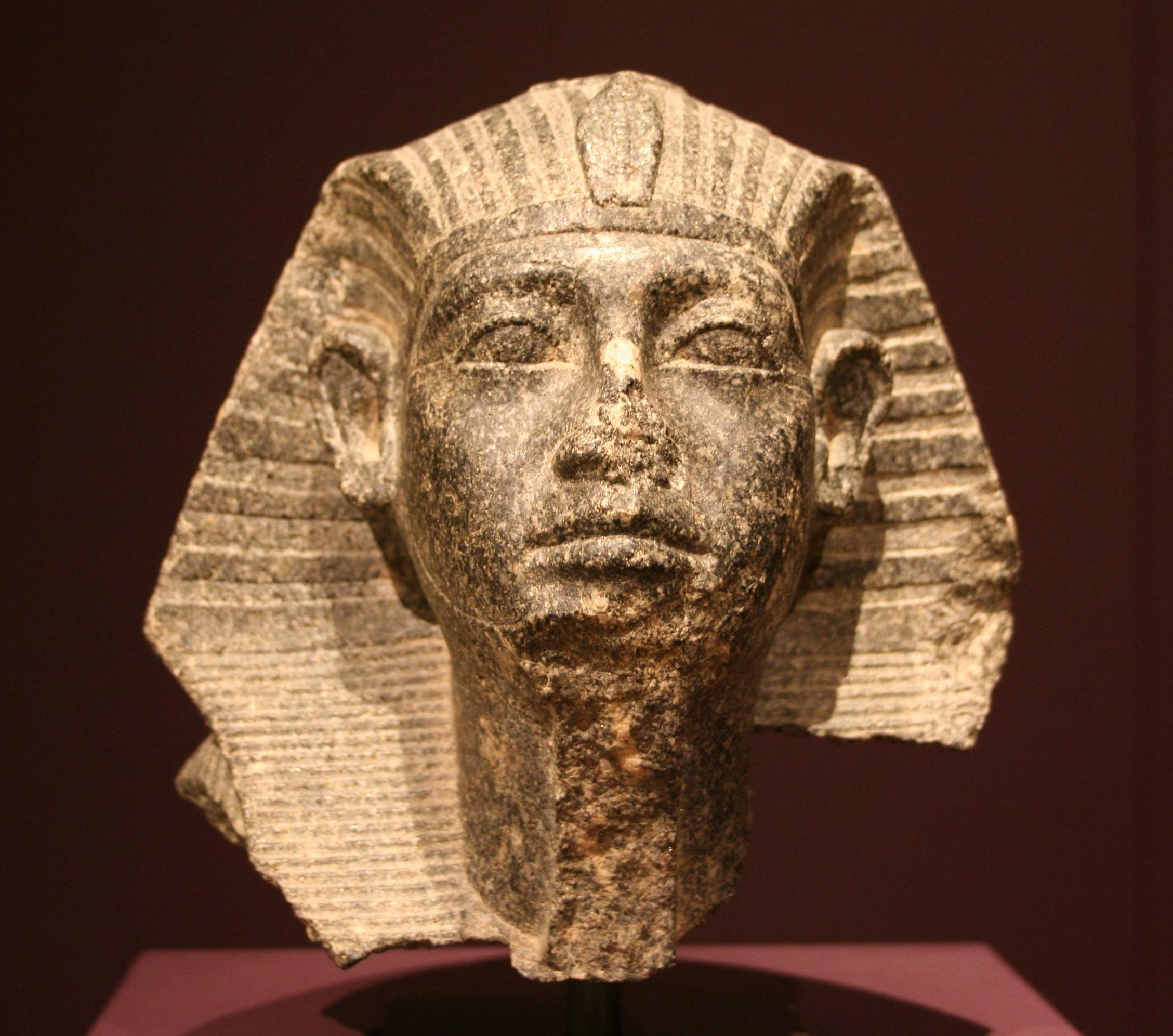
Голова сфінкса Сенурсета III
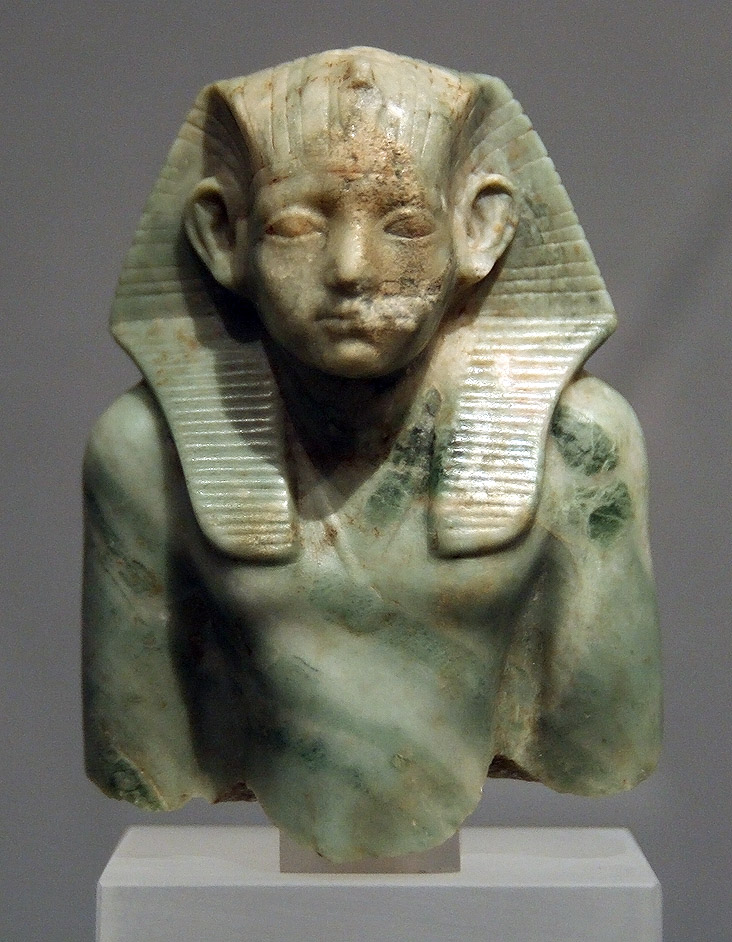
Скульптура молодого Аменемхета III (бл. 1800 до н. е.)
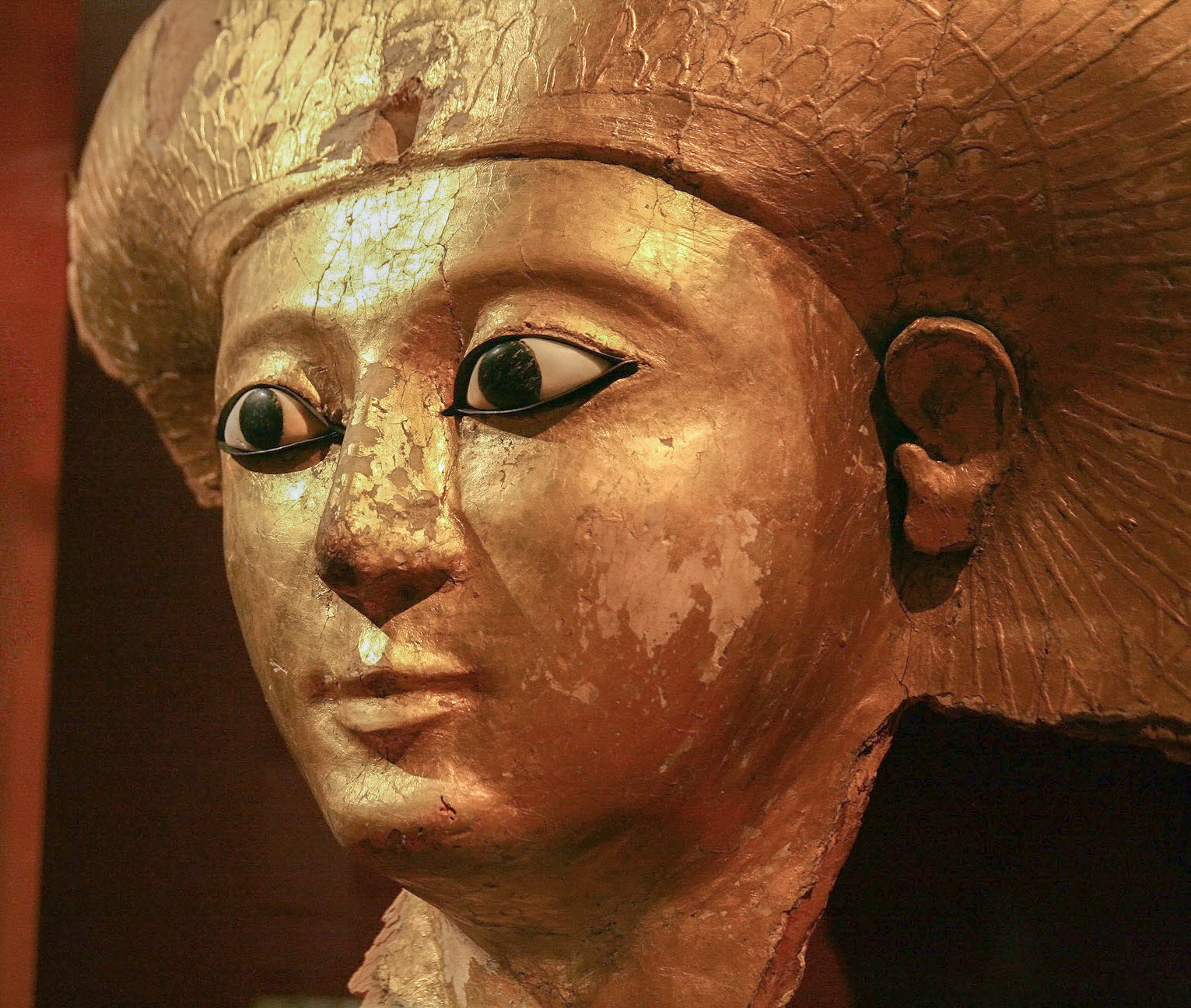
Посмертна маска правительки Сат-д'єхуті (бл. 1575 до н. е.)
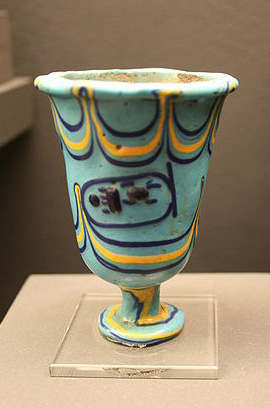
Скляний келих Тутмоса III, найстаріший датований скляний посуд (бл. 1450 р. до н.е.)
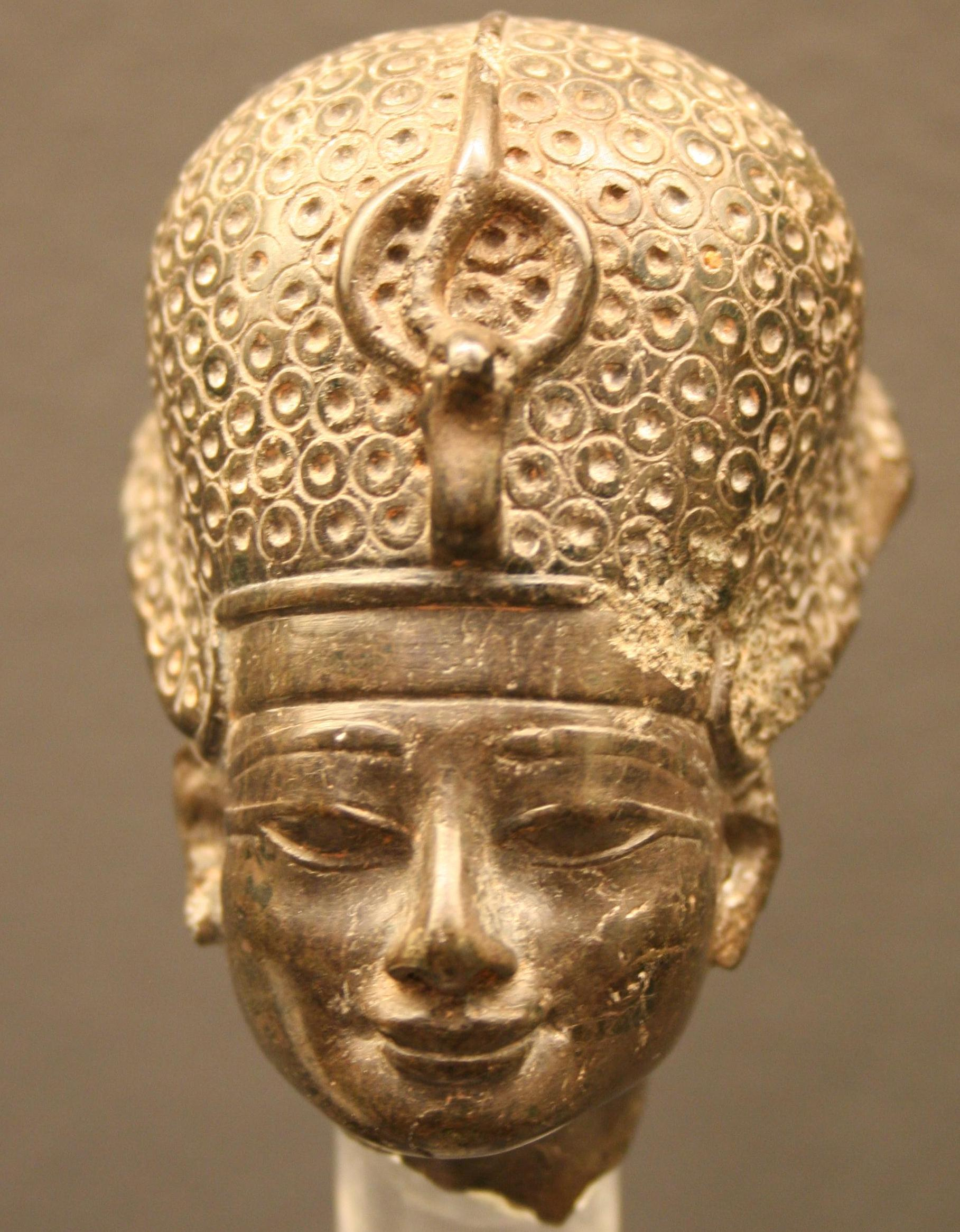
Голова Тутмоса IV
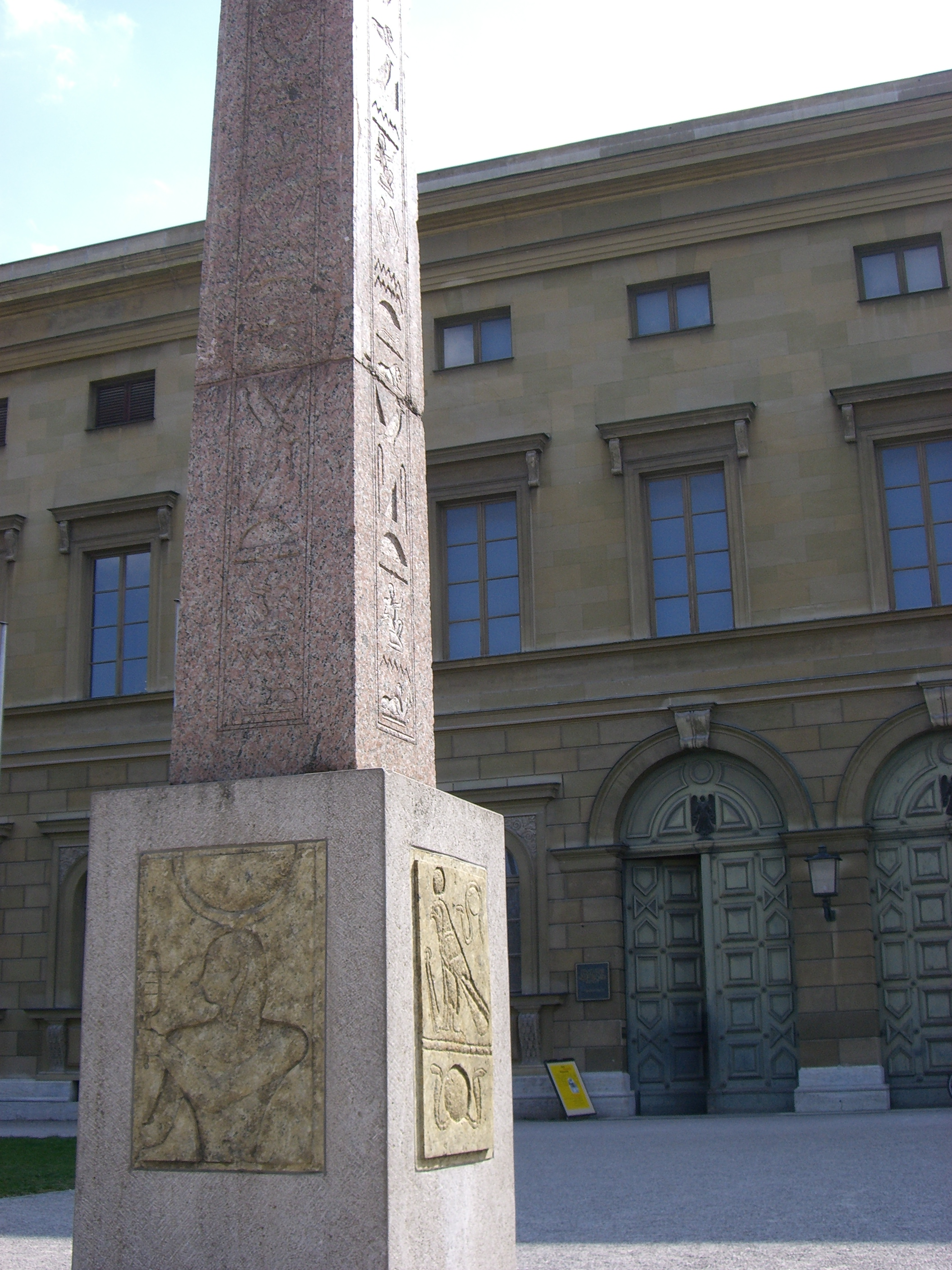
Попередній вхід до музею в Резиденції з обеліском перед ним

## Фільм
- Документальний фільм «Pharaonen für München — Ägyptisches Museum zur Eröffnung.» (Німеччина, 2013, 43:50 Min., сценарист та режисер: Henning Weber, Виробництво: Bayerischer Rundfunk, Зміст [Архівовано 23 вересня 2015 у Wayback Machine.] з фото від BR).